# Khlong San
Khlong San (tiếng Thái: คลองสาน; IPA: [k ʰ lɔ̄ ː Ŋ sǎ ː n]) là một trong 50 quận của Bangkok, Thái Lan. Quận Khlong San có diện tích km2, dân số là người.
Khlong San trên bờ phía tây của sông Chao Phraya, các quận huyện lân cận gồm (từ phía bắc theo chiều kim đồng hồ) Phra Nakhon, Samphanthawong, Bang Rak, Sathon, và Bang Kho Laem. Ở phía bên kia, chỉ có người hàng xóm đất của nó là Thon Buri.

## Lịch sử
Khlong San đã từng được gọi bằng các tên sau, theo thứ tự thời gian, huyện Bang Lamphu Lang (บางลำภู ล่าง), huyện Buppharam (บุปผาราม), và Huyện Khlong San (từ 1916), khi nó là một phần của tỉnh Thon Buri. Tình trạng của nó đã được thay đổi thành King Aphome trong năm 1938 và trở lại huyện (Amphoe) một lần nữa vào năm 1957 do biến động dân số. Nó đã trở thành một phần của Bangkok sau khi việc sáp nhập tỉnh Thon Buri và tỉnh Phra Nakhon năm 1971.